# エマーソン大学

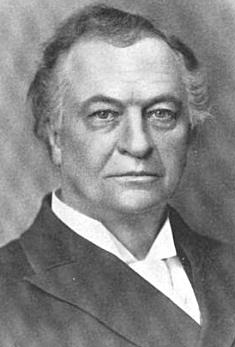
チャールズ・ウェズリー・エマーソン(1837-1908)

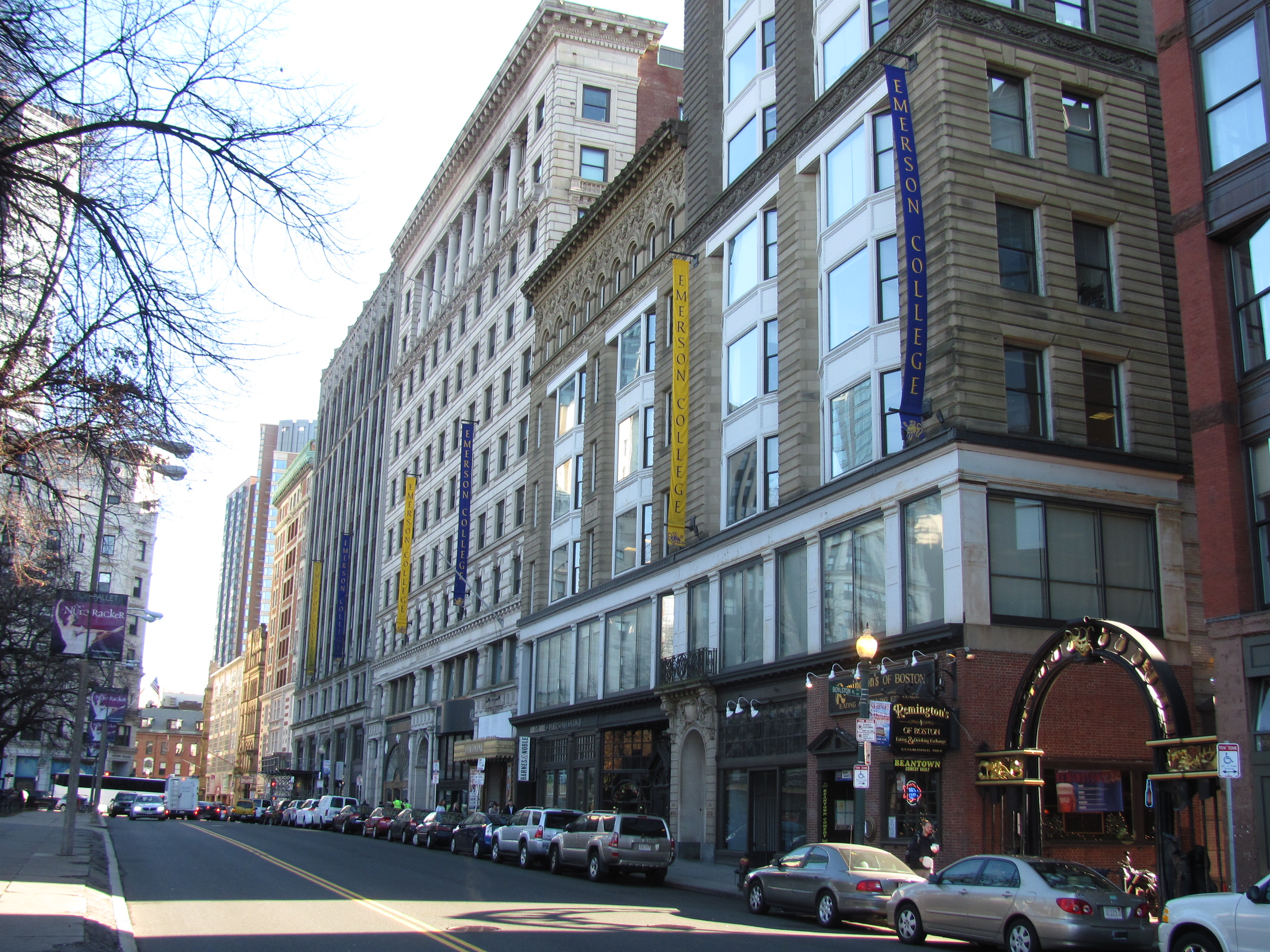
Bostonキャンパス

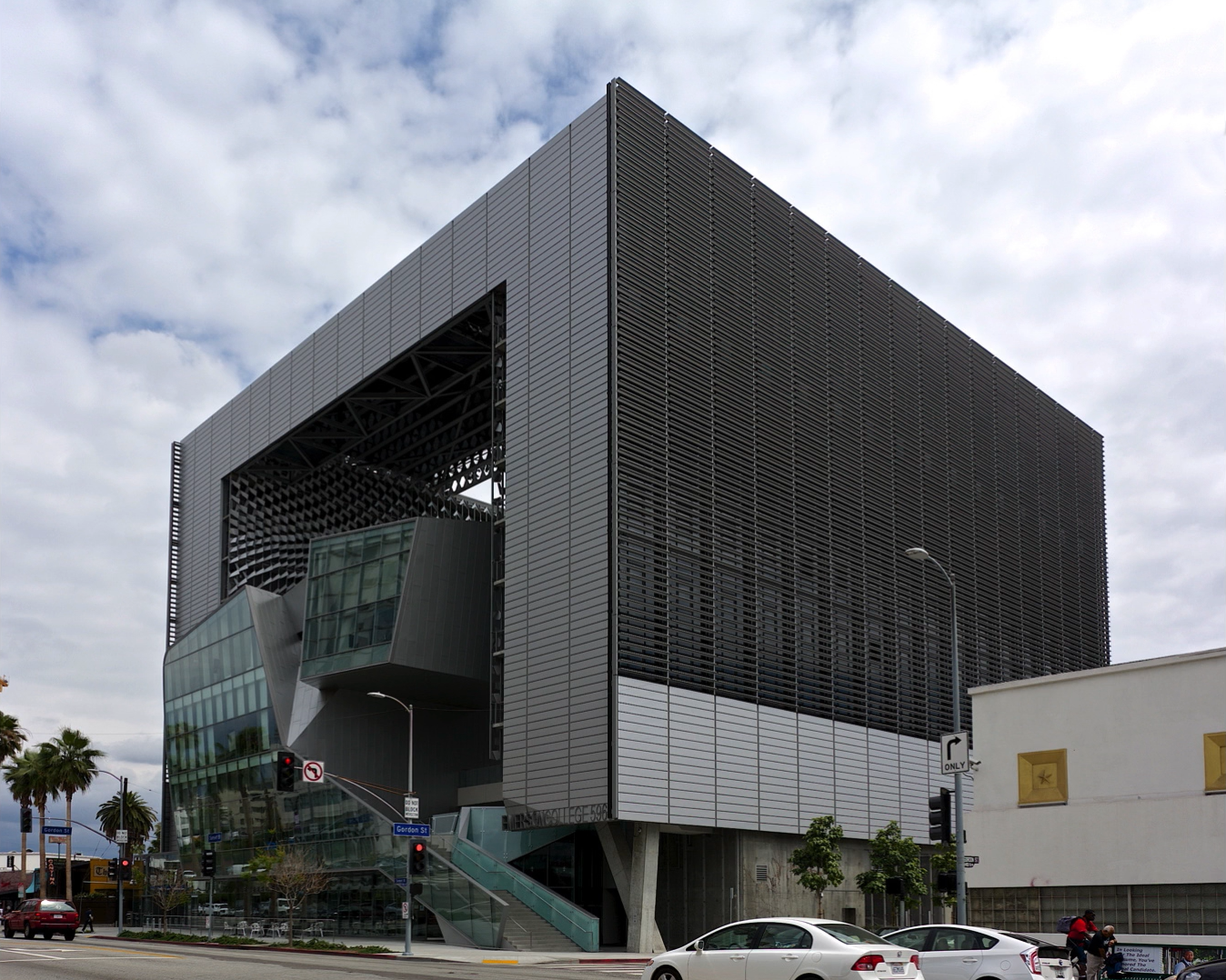
Los Angelesハリウッドセンター

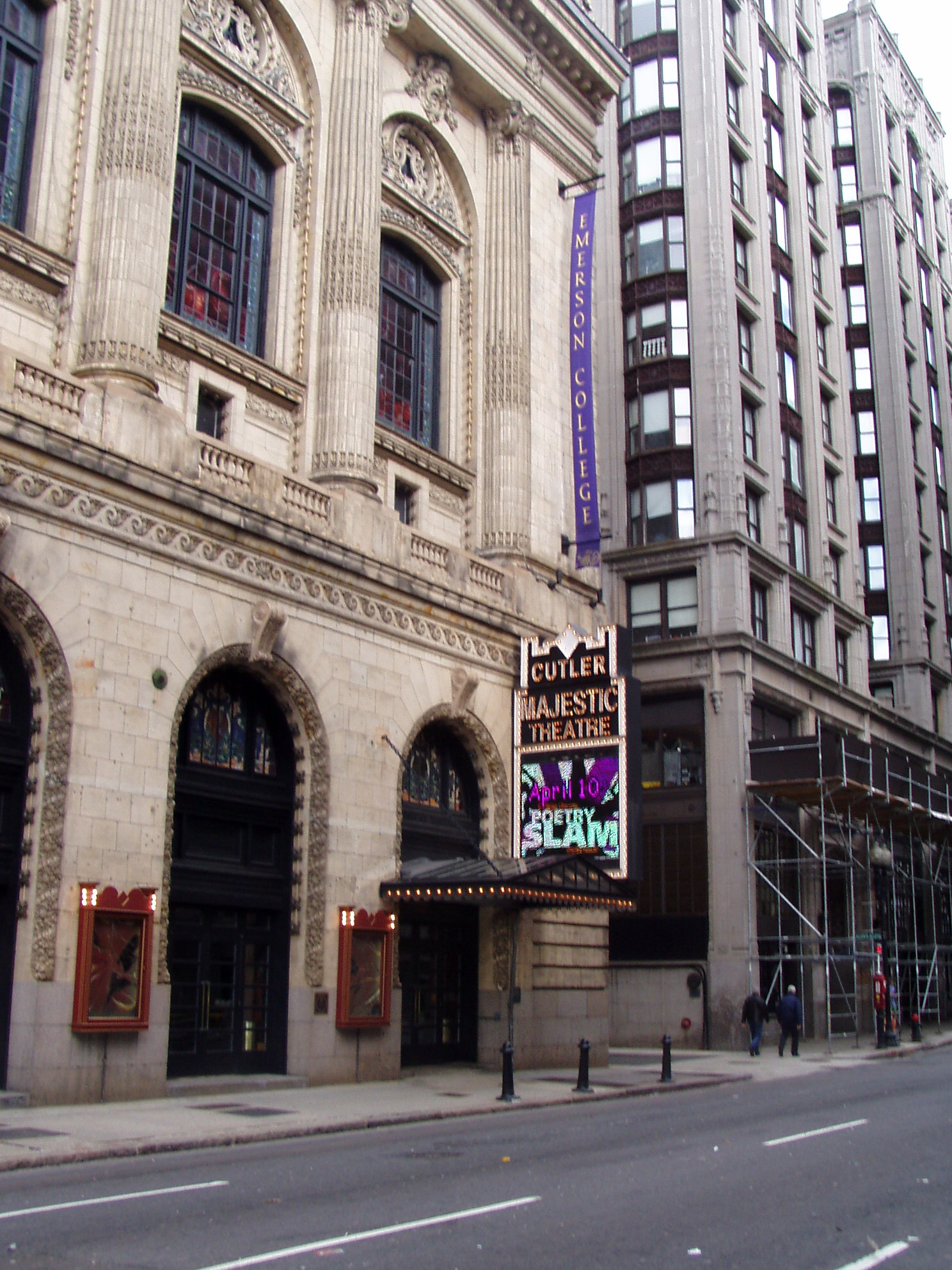
Cutler Majestic Theatre

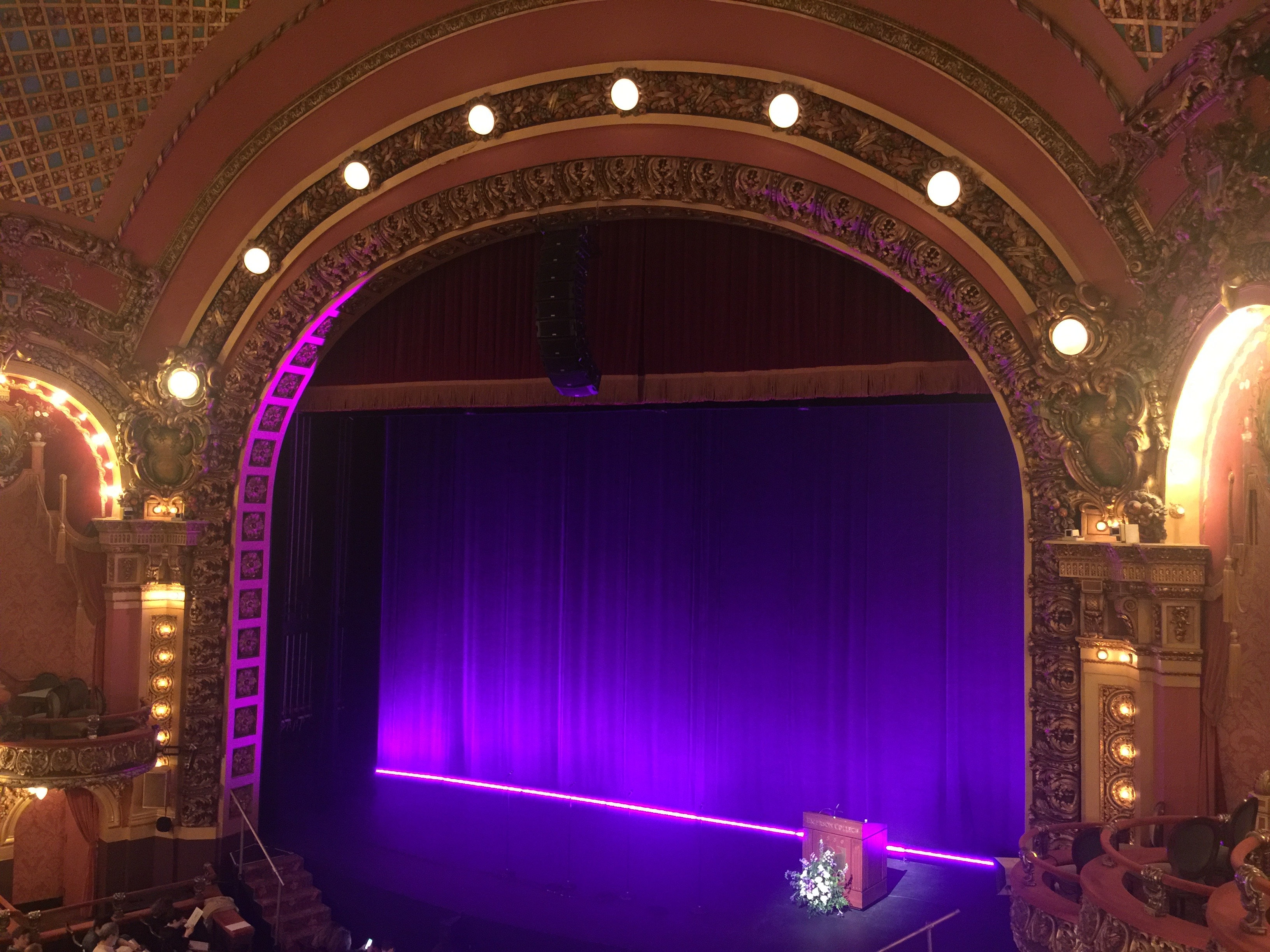
Emerson Colonial Theater

エマーソン大学（Emerson College）は、アメリカ合衆国マサチューセッツ州ボストン市にある大学である。1880年にチャールズ・ウェズリー・エマーソン(Charles Wesley Emerson)によって創立された。コミュニケーション、パフォーマンス、映画学系が充実しており、映像・メディア芸術学部（Department of Visual & Media Arts）は、全米TOP10圏内の映画学校として知られる。東のUSCと揶揄されるほどハリウッドを含めた映画会社・テレビ局に強いコネクションを持ち、マスコミ・エンターテインメント業界に優秀な人材を送り出している。
2012年には再生可能エネルギー対策に関してアメリカ合衆国環境保護庁の表彰を受けている。

## 卒業生

### 俳優
- ニア・ヒル - 女優
- ベティ・ハットン - 歌手・女優
- デニス・リアリー
- ヘンリー・ウィンクラー
- マイケル・ヌーリー
- リチャード・リバティーニ
- ジェニファー・クーリッジ
- マリア・メノウノス
- サム・ドゥーミット
- 逸見太郎
- 土田有未

### タレント・歌手
- アダム・グリーン - シンガーソングライター
- ジェイ・レノ - コメディアン・司会者
- 関根麻里 - バラエティタレント

### その他
- ノーマン・リアー - テレビプロデューサー
- セス・グレアム＝スミス - 脚本家、小説家
- スペンサー・チュニック - 写真家
- ドリス・ハドック（グラニーD） - 政治家
- ジャック・ケッチャム - ホラー作家
- 辰巳孝太郎 - 映画解説者・政治家
- 木村達郎 - 琉球ゴールデンキングスGM

## 一時期在籍者
- ブランドン・リー
- エルデン・ヘンソン
- ジーナ・ガーション
- デヴィッド・クロス